# كهلان الخروصي
الشيخ الدكتور كهلان بن نبهان بن عبد الرحمن بن خميس بن جاعد بن خميس بن مبارك الخروصي (مساعد المفتي العام لسلطنة عُمان) من فخذ بني خروص من قبيلة زهران.

## دراسته ونشأته
كان أحد طلبة العلم الذين تخرّجوا مِن معهد القضاء الشرعي والوعظ والإرشاد، ثم سافر لإكمال دراسته ليقضي ما يقرب أربع سنوات في جامعة أكسفورد ببريطانيا، وحصل خلالها على شهادة الماجستير والدكتوراه بتفوّق، ثم عاد مِن هناك ليتابع عمله مستشارا بمكتب الإفتاء بوزارة الأوقاف والشؤون الدّينية.
عُرف عنه التفوّق وحب العلم منذ بداية دراسته بالمرحلة الابتدائية.

## مهامه
وفي 19 ربيع الأول عام 1431هـ (يوافقه 6 مارس 2010) صدر مرسوم سلطاني (رقم 25/2010) بتعيينه مساعدا للمفتي العام للسلطنة بالدرجة الخاصّة.
1 - تمثيل سلطنة عُمان في مؤتمرات إسلامية بدول عربية وأجنبية.
2 - مرافقة الشيخ المفتي العام للسلطنة ومعالي وزير الأوقاف والشؤون الدّينية في مؤتمرات دولية.
3 - إلقاء محاضرات تعريفية بالإسلام وسماحته، باللغة الإنجليزية، في عدد مِن المحافل الدولية، والجوامع المشهورة بالسلطنة، كجامع السلطان قابوس الأكبر، للجاليات الأجنبية، والوفود الرسمية.
4 - كان في مرافقة الأمير تشارلز عند زيارته للسلطنة وتجوله معه في الوقوف على معالم جامع السلطان الأكبر.
5 - مشاركته ببحوث وأوراق عمل في ندوات الفقه الإسلامي داخل السلطنة وخارجها.
6 - رئاسته لبعثة الحج العُمانية لعِدّة سنوات، وقد حققت البعثة عِدّة نجاحات، وكانت مِن أكثر الأعوام نظاما وترتيبا وراحة لحجاج بيت الله الحرام.
7 - هذا بغضّ النظر عن المحاضرات العديدة والندوات المختلفة التي يقيمها باستمرار داخل عُمان.
8 - حقّق كتاب «مقاليد التنزيل لإدراك حقائقه بالتأويل» للعلامة أبي نبهان الخروصي، وعمل له دراسة، تخرّج بها مِن معهد العلوم الشرعية.
9 - يقدم الآن كل اثنين برنامج «دِين الرحمة»، يغنيه بمعارفه الفياضة، ويطرح فيه في كل أسبوع درسا، يرتكز حول سمو القرآن الكريم في معالجة الجوانب التربوية والصفات الخلقية التي ينبغي أن يتصف بها المسلم مِن الدّين الإسلامي دِين الرحمة، ثم يجيب على مداخلات الإخوة المتصلين.

## مواقفه
يخبر الشيخ كهلان أنه عندما كان يَدرُس في الخارج دُعِي للمشاركة مع شخص آخَر يتكلم عن النصرانية، وهو يُحدّثهم باسم الإسلام.
فيقول: اشتغل ذهني أياما وأنا أفكر ماذا أقدم؟ وكيف أحوز على قلوب الحاضرين؟
يقول: فخلصت بعد ذلك لأمر، وهو أن أكلمهم بما ورد في القرآن مِن خطابات لعامة الناس مسلمين وغير مسلمين.
يقول: وعندما بدأ العرض والإلقاء تفاعل الحضور معي كثيرا، وكان الجزء الأكبر مِن كعكة الأسئلة بيْن يدي، وخرجت وقد قدمت ما أفرح به.